# Australien-Express
Australien-Express (Originaltitel: Five Mile Creek) ist eine australische Westernserie, von der zwischen 1983 und 1985 drei Staffeln entstanden. Sie basiert auf dem Bestseller-Roman The Cherokee Trail von Louis L’Amour. Produziert wurde die Serie von der Walt Disney Company.

## Handlung
Australien zur Pionierzeit Mitte des 19. Jahrhunderts: Zahlreiche Abenteurer haben sich im Goldrausch hier niedergelassen. Das Land ist wild und voller Buschräuber. Trotzdem wollen der Amerikaner Con Madigan und der Australier „Gentleman Jack“ Taylor eine Postkutschenlinie vom Küstenort Port Nelson nach Wiga aufbauen. Zu ihren Verbündeten zählt Kate Wallace, die in Five Mile Creek eine Zwischenstation betreibt. In der Amerikanerin Maggie Scott, die mit ihrer Tochter Hannah in Five Mile Creek strandet, findet Kate eine Freundin und Helferin. Gemeinsam kämpfen sie gegen finanzielle Schwierigkeiten und andere Hindernisse im Land, um den Australien-Express ins Rollen zu bringen.

## Besetzung
| Rollenname       | Schauspieler/in    | Anzahl an Episoden |
| ---------------- | ------------------ | ------------------ |
| Maggie Scott     | Louise Caire Clark | 39                 |
| Con Madigan      | Jay Kerr           | 37                 |
| Jack Taylor      | Rod Mullinar       | 30                 |
| Kate Wallace     | Liz Burch          | 30                 |
| Paddy Malone     | Michael Caton      | 30                 |
| Sam Sawyer       | Martin Lewis       | 29                 |
| Ben Jones        | Gus Mercurio       | 29                 |
| Hannah Scott     | Priscilla Weems    | 26                 |
| Charlie Withers  | Peter Carroll      | 24                 |
| Annie            | Nicole Kidman      | 12                 |
| Backer Bowman    | Tony Blackett      | 6                  |
| Edward Armstrong | Scott McGregor     | 6                  |

## Ausstrahlung
In Australien wurden die 13-teilige erste Staffel vom 4. November 1983 bis zum 16. Mai 1984 auf Seven Network ausgestrahlt. Die zweite Staffel mit weiteren 13 Episoden war vom 6. Juni bis zum 5. Dezember 1984 zu sehen. Die dritte und letzte Staffel, die wiederum aus 13 Episoden besteht, lief vom 2. Januar bis zum 7. August 1985 auf Seven Network.
Die deutschsprachige Erstausstrahlung der ersten beiden Staffeln war vom 13. Dezember 1986 bis zum 13. Juni 1987 im Ersten. Die dritte Staffel folgte vom 23. Juni bis zum 15. September 1990 ebenfalls im Ersten.

## DVD-Veröffentlichung
2005 veröffentlichte Disney die DVD zur ersten Staffel der Serie. Über eine Veröffentlichung der beiden anderen Staffel ist nichts bekannt.